# محمدرحیم اردبیلی
محمدرحیم اردبیلی متولد اردبیل به سال ۱۰۷۷ قمری

## زندگی
نام پدرش محتسب ودراردبیل متولد گردید.علاقه خاصی به خوشنویسی که در آن دوران رواج داشت در اوج شکوفا گردیده بود.بطوریکه درنستعلیق استادی و تبحرخاصی پیدا نمود.

## آثار
آثار متعددی از وی به شرح زیر وجود دارد.
- خوشنویسی یک نسخه منظومه«دستورمجالس»نزاری قهستانی
- خوشنویسی یک نسخه ازکتاب «حدیقه الحقیقه»سنایی......
- خوشنویسی یک نسخه کلیات سعدی مجموعه ناصرالدوله مجلسی

## منبع
- - دولت آبادی، عزیز (۱۳۷۷)، سخنوران آذربایجان، انتشارات ستوده

1. ↑  احوال و آثار خوشنویسان، نویسنده: مهدی بیانی، انتشارات علمی، جلد سوم، صفحهٔ ۷۱۸